# Kasthamandap
Kasthamandap (em sânscrito: काष्ठमन्डप; em neuari: मरु सत्तल; romaniz.: Maru Sattal; literalmente: "abrigo tapado de madeira") é um templo hindu com trẽs andares situado em Maru, Catmandu. É um dos maiores e mais notáveis pagodes do Nepal e alberga uma imagem de Gorakhnath.
Foi construído no início do século XVI pelo rei Laxmi Narsingha Malla. Toda a madeira veio de uma só árvore. O nome de Catmandu deriva do nome do templo. Uma vez por ano é ali realizada uma grande cerimónia, que junta multidões em volta do tempo que ali se concentram durante o dia e ali ficam toda a noite. Durante todo esse tempo, as pessoas partilham histórias lendárias sobre o templo e saboreiam comidas variadas.
O templo é também uma grande atração turística. Toda a gente é autorizada a entrar, mas é proibido tirar fotografias no interior. Está aberto desde depois do mei-dia até cerca da meia noite.

## Mitologia
Segundo a lenda, Gorakhnath, um discípulo de Machhindranath (em neuari: Janamaadya) visitou o Nepal durante a procissão de Machhindranath na forma de humano comum. Um tântrico identificou-o e prendeu-o com um feitiço que o impedia de sair de Catmandu. Ao perceber que estava preso, Gorakhnath pediu ao tântrico que lhe indicasse um desejo que lhe pudesse ser concedido em troca da libertação do feitiço. O tântrico pediu materiais suficientes para construir um templo. Na estação seguinte, cresceu uma árvore gigantesca na quinta do tântrico. Usando essa árvore, o tântrico construiu o templo de Kasthamandap.